# Holocentrus
Genre
Holocentrus est un genre de poissons téléostéens de la famille des Holocentridae aussi appelés poissons-soldats.

## Description
Ils mesurent jusqu'à 60 cm et ont une forte épine en forme de lame sur la nageoire anale et sur l'opercule branchial. En plus des caractéristiques de leur famille, ils ont un grand œil vif qui les a fait surnommer poissons écureuils (squirrelfish pour les anglophones). 

## Liste desespèces
- Holocentrus adscensionis
- Holocentrus bullisi
- Holocentrus caudimaculatus
- Holocentrus cornutum
- Holocentrus coruscus
- Holocentrus diadema
- Holocentrus diminicauda
- Holocentrus ensifer
- Holocentrus ittodai
- Holocentrus lacteoguttatus
- Holocentrus marianus
- Holocentrus meeki
- Holocentrus microstomus
- Holocentrus poco
- Holocentrus ruber
- Holocentrus rufus
- Holocentrus scythrops
- Holocentrus spinifer
- Holocentrus spiniferum
- Holocentrus spinosissimus
- Holocentrus suborbitalis
- Holocentrus tiere
- Holocentrus tortugae
- Holocentrus vexillarius
- Holocentrus xantherythrus